# 厥脱
厥脱是中医学中由各种致病因素急剧影响，导致人体阴阳平衡失调、气血逆乱、阳气衰亡、阴血外脱的危重病证。临床以面色苍白、四肢厥冷、大汗淋漓、表情淡漠或烦躁不安、脉细弱、血压急剧下降为主要特征。临床上，西医各种类型的休克，可参照厥脱辨证治疗。

## 外部連結
- 休克 中藥方劑圖像數據庫 (香港浸會大學中醫藥學院) （中文）（英文）